# 건반악기를 위한 파르티타 (바흐)
파르티타, BWV 825-830는 요한 제바스티안 바흐가 1726년부터 개별적으로 출판한 후 6개의 건반 악기 모음곡으로 이루어진 모음집으로 그의 첫 작품이 그의 지휘 하에 출판되었다.
건반을 위한 6개의 파르티타는 바흐가 작곡한 모음곡 의 마지막 모음을 구성한다. 그들은 1725년과 1730년 또는 1731년 사이에 작곡되었다.
파르티타는 구조 측면에서 단연 가장 자유로운 구성이다. 각각 전주곡으로 시작 되는 영국 모음곡과 달리 파르티타는 장식용 서곡과 토카타를 포함한 다양한 시작 스타일을 특징으로 한다.